# Adelaide von Block-Quast
Adelaide von Block-Quast (* 7. August 1896 in Hamburg als Ilse Quast; † 15. Oktober 1982 in Baden-Baden) war eine deutsche Malerin des Expressionismus mit den Schwerpunkten Porträts, Landschaften, Akt- und Pferdestudien. In den 1960er Jahren repräsentierte sie deutsche Kunst in Frankreich. Sie wird vielfach mit der gleichnamigen und in Hamburg geborenen Malerin Ilse Quast (1909–1990), der Ehefrau des Bildhauers Karl Hartung verwechselt.

## Leben

### Herkunft und Namensgebung
Ilse Quast wurde in ein vermögendes Elternhaus hineingeboren. Vater Egmont Quast leitete den traditionsreichen Hamburger Holzgroßhandel F. Quast, seit 1834 im Familienbesitz. Für das Holz der Firma interessierte sich die junge Ilse Quast weniger, dafür umso mehr für Kunst. Nach Abschluss der Höheren Schule durchlebte sie, fasziniert von dieser Stadt, ein Jahr Paris. Die Berufung zur Malerei war spätestens im Glanz des Louvre geweckt. Gegen alle Widerstände aus dem Elternhaus wollte sie die Künstlerkarriere. Der Vorname „Ilse“ entsprach keineswegs den künstlerischen wie frankophilen Ambitionen. So stellte Vater Egmont Quast beim Hamburger Senat den Antrag, seiner Tochter den weiteren Vornamen „Adelaide“ voranzustellen, was am 4. Februar 1914 bewilligt wurde. Die 17-jährige Ilse hieß von nun an Adelaide Ilse Quast. Als besonderes Merkmal überschrieb sie das „i“ in Adelaide als „ï“.

### Ausbildung
Adelaide Ilse Quast besuchte in Hamburg die Kunstschule Gerda Koppel am Glockengießerwall 23. Zu ihren Lehrern zählten Friedrich Ahlers-Hestermann, Franz Nölken und Paul Kayser. „Ich war nie auf einer Akademie, aber auf der Malschule der Hamburger Kunsthalle haben wir eisern gearbeitet. Doch wenn mein wunderbarer Lehrer Ahlers-Hestermann zu kritisieren begann, verschwand ich.“ (Badisches Tagblatt, 7. September 1957: „Die Malerin Adelaide von Block) Studienreisen führten sie vielfach nach Paris und Italien. Künstlerisch orientierte sie sich an den Brücke-Malern.

### Heirat
Adelaide Ilse Quast heiratete am 10. August 1932 den Diplomkaufmann Fritz Max Lothar von Block (* 1908 Potsdam; † 1947 St. Blasien/Schwarzwald), den Sohn eines Potsdamer Garde-Offiziers. Adelaide von Block-Quast, wie sie fortan hieß, war zwölf Jahre älter als ihr Ehemann. Ihr wahres Alter verschwieg sie nicht nur gegenüber den Schwiegereltern. Sie machte sich zehn Jahre jünger und gab in Lebensläufen das Geburtsdatum 7. August 1906 an, wie beispielsweise dem Karteibogen des Verbandes der Künstlerinnen und Künstler, BBK Südbaden, aus dem Jahr 1957 zu entnehmen ist. Die Ehe wurde am 20. September 1939 in Düsseldorf geschieden, das Paar blieb aber weiterhin zusammen. Die Scheidung wurde im Familienkreis und auch gegenüber Behörden verheimlicht, wie familiäre Dokumente aus dem Nachlass belegen.

### Künstlerisches Wirken
Erste Erfolge hatte Adelaide von Block mit Aquarellen 1925 in der Galerie Commeter, Hamburg. Bis 1936 stellte sie ihre Werke in den Galerien Caspari (München), Abels (Köln), der Hamburger Kunsthalle, Secession 1929, beim Künstlerbund Berlin 1931, den Galerien Flechtheim (Berlin) und Arnold (Dresden) und in den Räumen des Kölnischen Kunstvereins aus. Letzte bislang bekannte Ausstellungen vor dem Zweiten Weltkrieg hatte sie in den Jahren 1936 und 1937 als GEDOK-Mitglied, einem Netzwerk von Künstlerinnen, in den Räumen des Kölner Kunstvereins. „Der Neue Tag“ (Kölner Lokalanzeiger) berichtete am 14. März 1936 über die neue Gedok-Ausstellung mit der Künstlerin Adelaide von Block-Quast,

„die bisher in Hamburg ihren Wirkungskreis hatte und jetzt in Köln lebt, stellt sich mit dieser Ausstellung zum ersten mal dem Kölner Publikum vor“

Zur Reichsausstellung der Gedok (Gemeinschaft deutscher und österreichischer Künstlerinnen und Kunstfreundinnen) ein Jahr später, stellt die „Kölnische Zeitung“ vom 11. September 1937 die Frage, ob Künstler die Welt mit unterschiedlichen Augen sehen und anders interpretieren als Künstlerinnen:

„Gut, wie Ilse Adelaide von Block-Quast Dorfkinder malt oder eine Chinesin – aber sind hier Dinge getroffen, die nur eine Frau so sehen kann?“

Eine künstlerische Antwort blieb aus. Zwischen 1937 und 1948 sind bislang keine Ausstellungen bekannt. Adelaide von Block-Quast sprach in einem Zeitungsinterview über diese Zeit von einem Ausstellungsverbot.
Weitere Ausstellungen folgten ab 1948 der Badischen Secession in Freiburg und 1951 in der Kunsthalle Baden-Baden. Aus dem Jahr 1976 ist eine Ausstellung in der Galerie Bergmann in Baden-Baden bekannt. Im Rahmen der Ausstellung „Freundschaftsspiel“ präsentierte das Museum für Neue Kunst Freiburg den Halbakt 1945.
Adelaide von Block hatte einen eigenwilligen Stil, malte selbst Porträts und Landschaften aus der Erinnerung. Viele Bilder leben von kräftigen Grün-, Rot- und Blautönen, die sie nuanciert zu abstrahierenden Farbkompositionen aufbaut. Um den Menschen in seiner Ganzheit zu erfassen ließ sie die Porträtierten nicht still sitzen, sondern lernte sie beim Rundgang im Garten kennen und fertigte schnelle Skizzen mit dem Kohlestift an. Zitat: „Mit den Porträts geht es mir wie mit den Landschaften. Ich muss sie erst auswendig lernen. Ich male ja nicht ab, sondern versuche das Wesentliche zu abstrahieren, die Ausstrahlung, die Atmosphäre zu erfassen. An einem bedeutenden Menschen versuche ich nicht nur sein augenblickliches Sein, sondern auch sein Werden, also Vergangenheit und Zukunft darzustellen. Das kostet natürlich eine große Konzentration, viel Kraft und Zeit“.

### Repräsentantin deutscher Kunst in Frankreich
Zwischen 1960 und 1968 brachte sie die Bilder bedeutender deutscher Künstler an die Seine, darunter Werke von Gabriele Münter aus der Münchner Lenbachgalerie oder von Maria Caspar-Filser. Es war nach dem Krieg ein bedeutender Beitrag zur deutsch-französischen Freundschaft, die der Élysée-Vertrag von 1963 offiziell besiegelte. Die Ausstellungen fanden im Musée d’art moderne de la Ville de Paris statt. Adelaide von Block nutzte die Gelegenheit, dort auch eigene Werke auszustellen. Beim Club International Feminin VII. Exposition vom 6. April bis 2. Mai 1962 war Adelaide von Block mit einem Halbakt (Flüchtlingsfrau) vertreten. Das Bild war zum Jahresbeginn 2022 im Museum für Neue Kunst in Freiburg unter dem Titel „1945“ im Rahmen der Ausstellung Freundschaftsspiel zu sehen.
Dankschreiben für ihr Engagement erhielt sie von Willy Brandt, damals Regierender Bürgermeister in Berlin, sowie den deutschen Außenministern Heinrich von Brentano und Gerhard Schröder. Die Ausstellungen fanden finanzielle Unterstützung durch die Deutsche Botschaft in Paris wie auch durch das Auswärtige Amt.
Auch Paris würdigte das Engagement Adelaide von Blocks mit der Silbermedaille der Stadt. Ein Foto aus den 60er Jahren zeigt die Verleihung durch den damaligen Bürgermeister Pierre-Christian Taittinger.

### Künstlerisches Comeback nach dem Krieg
Nach Stationen in Köln (10.11.1932 bis 3.8.1938 Sachsenring 39) und Düsseldorf (3.8.1932 bis 1940 Humboldtstraße 74a) zog Adelaide von Block-Quast nach St. Blasien in die Todtmooserstraße 7. Ab dem 17.06.1953 war sie offiziell in Baden-Baden gemeldet. Die Stadt hatte in den 50er Jahren wieder Glamour und Glanz, dort hoffte Adelaide von Block auf zahlungskräftige Kunstliebhaber und auf eine Kulisse für schillernde Auftritte.
Zunächst bezog sie ihr neues Domizil und Atelier in der Friedrichstraße 12, später wechselte sie in die Fremersbergstraße 95. Ihre Wohnung war auch immer ihr Atelier. In der vornehmen Baden-Badener Gesellschaft fasste sie schnell Fuß. Elegante Erscheinung, edler Schmuck, modische Robe, auffallende Hüte und ihre aristokratische Attitude fanden in bestimmten gesellschaftlichen Kreisen Gefallen. Ihre Einladungen waren ein gesellschaftliches Ereignis, es kamen Künstlerkollegen, Adelige und Politiker. Geschätzt waren ihre selbstgefertigten Pasteten und Fischaufläufe.
Wenn nicht in Baden-Baden, dann verbrachte sie viel Zeit in Paris, mietete sich immer im „Hotel Brighton“ in der Rue de Rivoli 218 ein. Von dort hatte sie einen Ausblick über den Jardin des Tuileries und die Pariser Skyline. Eine Vielzahl von Ölgemälden und Aquarellen entstanden aus dieser Perspektive, im Vordergrund die Gärten, im Hintergrund die aus dem dichten Baumwerk herauswachsenden Pariser Kuppeln – Panthéon, Invalidendom, Grand Palais, Eiffelturm und Louvre.
Ihre letzten Lebensjahre verbrachte sie eher zurückgezogen in ihrer Baden-Badener Wohnung, eingebettet in die Illusion von einer Welt, die längst untergegangen, in ihr aber immer noch lebendig schien. Sie genoss ihre Auftritte bei Vernissagen, die Baden-Baden reichlich zu bieten hatte und sie lebte als ihren persönlichen Stil den einer Adeligen.

### Nachlass
Der schriftliche Nachlass mit einer Vielzahl von Dokumenten aus dem Privatbesitz Adelaide von Blocks wurde im Januar 2022 entdeckt. Nach Sichtung sollen diese Dokumente dem Stadtmuseum Baden-Baden übergeben werden.

## Ausstellungen
- 2022: Museum für Neue Kunst Freiburg, „Freundschaftsspiel“[20]
- 2012: Art Gallery Pusch, Baden-Baden, „Adelaide von Block-Quast – Verschollene Künstler“ (23. November bis 31. Dezember)

## Publikationen
- Ruth Klein (Hrsg.): Almanach der Dame 1966. Mit 12 Farbtafeln von Adelaide von Block-Quast. Woldemar Klein Verlag, Baden-Baden.